# Grigore Tabacaru
Grigore Tabacaru (n. 14 martie 1883, Hemeiuș – d. 9 martie 1939, București) a fost un pedagog și psiholog român. A fost, între altele, autor de manuale pentru învățământul primar și gimnazial.

## Schiță biografică
S-a născut în comuna Fântânele (azi Hemeiuș) și a urmat studiile medii la școala care mai târziu se va numi Gimnaziul Principele Ferdinand, iar azi se numește Colegiul Național „Ferdinand I” – Bacău. Aici se întâlnește pentru prima dată cu George Andone Vasiliu, (mai mare cu doi ani, cel care își va lua ca poet pseudonimul George Bacovia) și cu care va avea o lungă și fructuoasă colaborare jurnalistică.
A popularizat în România psihologia fiziologică⁠(en)[traduceți], pe atunci în vogă, și a urmărit și studiat pedagogia experimentală despre care a și scris la 20 de ani prima lucrare: „Caracterul”.
A înființat și a condus o serie de reviste al căror scop a fost educația națională, popularizarea cercetărilor din domeniul psihologiei și pedagogiei.
În 1911 este invitat la Congresul Internațional de Pedagogie de la Bruxelles. Cercetările și documentările în direcția psihologiei gândirii se concretizează într-o teză de doctorat susținută la München.
Urmează un lung șir de lucrări de specialitate și înființarea Universității Libere la Ghimeș - Bacău (într-un peisaj rural și montan de basm), influențat poate de Vălenii de Munte al lui Iorga.
Va rămâne în istoria culturii și pentru editarea operelor complete ale lui Ion Creangă cât și pentru fundarea Societății Ateneul Cultural, cu ajutorul căreia va scoate „Ateneul literar”, primul nume al revistei „Ateneu” de azi.

## In memoriam
Există în prezent o Casă Memorială „Grigore Tabacaru”  în Hemeiuși, județul Bacău.
Considerat printre băcăuanii de suflet, numele său a fost dat mai multor instituții:
- Casei Corpului Didactic din Bacău[3]
- Școlii Gimnaziale din Hemeiuș[4]
- Unui liceu teoretic din Bacău[5]
- Asociației Pedagogice „Grigore Tabacaru”, Bacău[6]
- Editurii „Grigore Tabacaru” din Bacău
- Școlii Postliceale „Grigore Tabacaru”

S-a instituit, în 1991, Premiul „Grigore Tabacaru” pentru performanță didactică.

## Lucrări de pedagogie și psihologie
| - Grigore Tabacaru – Scrieri pedagogice, Ed. Did. și Ped., București, 1979 - Pedagogia experimentală –serie – 1932 – 1938 - Protecția copiilor -1936 - Didactica eperimentală – 1935 - Bisericile Bacăului – 1932 - Bacăul de altădată -1930 | - Istoria pedagogiei românești (coautor C. Moscu) – 1929 - Psihologia pedagogică – 1929 - Didactica - 1929 - Psihologia – 1929 - Principiile școalei active – 1924 - Pedagogia - 1928 |

## Publicații periodice
- Ateneul literar – 1925
- Buletinul pedagogic – colaborări
- Învățătorul român – colaborări
- Știința Socială (D. Gusti) - colaborări[2]